# ソーマブリンガー
『ソーマブリンガー』（SOMA BRINGER）は、モノリスソフトが開発し、任天堂より2008年2月28日に発売されたニンテンドーDS用ゲームソフト。ジャンルはアクションRPGで、公式サイトでの表記は「協力アクションRPG」とされている。

## 概要
『ゼノギアス』（スクウェア・エニックス）や『ゼノサーガ』（バンダイナムコゲームス）を生み出した高橋哲哉（モノリスソフト）が初プロデューサー、光田康典による全曲作曲を担当したニンテンドーDS向けタイトルである。
操作性が重視され、タッチペンを使用せずに遊ぶことができる。ゲーム内では背景は2D、キャラクターは3D（ポリゴン）で処理されている。ゲーム開始時に操作キャラクターを8人から選択し（クリアデータが存在しない時は7人）、職業（クラス）、武器の選択、ステータスの振り分けまでを自由に設定して遊ぶことができる。

## あらすじ
物語の舞台はトルヴェールと呼ばれる世界。この世界の大気や地中脈を循環するエネルギーを人々は「ソーマ」と呼び、いわば世界樹同然の存在として人々はその恩恵に与っていた。しかし、突如ソーマの均衡が崩壊した事によって謎の生命体[ビジター]が出現、人々の平穏な生活は脅威に晒されつつあった。
ビジター討伐を専門に行う中立の武装組織「ファルズフ」の第七中隊は、ソーマの乱れを調査する為にジュネル大森林を訪れていた。彼らはその深奥で巨大な繭とその中に眠る一人の少女を発見する。第七中隊に保護されたその少女は、「イデア」という名前以外の記憶を喪くしていた。そこから立て続けに起こる、ソーマを巡る事件の数々を、第七中隊とイデアは解決していくことになった。
その旅の中で、イデアをよく知るオルフェウスも同行し、イデアは白く光る「鍵」を体内に宿していき、やがてその「鍵」はラバンに渡り暴走を起こした。その後、「鍵」はアドニスへと渡り、リングを逆回転させることとなった。逆回転したリングを通ったソーマが次々とビジターになる中、アドニスはイデアを依代にアレーティアを降臨させた。オルフェウスはヴェルトに貸した力でアレーティアを消し去ろうとしたが、ヴェルトがこれを拒否しアレーティアと戦った。その結果、アレーティアはソーマ・イデア・アドニスとともに宇宙へと去っていった。

## 物語の舞台
舞台となるのは、架空の世界「トルヴェール」の西に位置する「バルネア大陸」。この中で特にビジターの襲撃が激しい「ユーロス地方」を中心に物語は進行する。トルヴェールにはバルネアの他に、異民族・ナバル人の故郷である東の「ギレアデ大陸」、未開の秘境である南の「ベル・カント大陸」の3大陸があり、それらは大海「マハ・ウェスタ」に隔てられている。

### 本編シナリオ
本編は6つの「Act」（章）および序章に当る「Act.0」の7つに分かれており、Actをクリアすると次のActの地域へ移動できるようになる。
Act.0 ジュネル大森林
物語の最初の舞台。ユーロス南部にある樹海。このActのみ、1度クリアすると再び戻ってくることができない。
Act.1 古都 アマティー
丘の上の大樹の根元に建つ都市。リネル神殿を中心として美しい街並みが並ぶ上層階級の町と、丘の下の労働者たちが暮らす下層階級の町「ダウンタウン」がある。周囲は平原地帯で、いくつかの鉱山洞がある。地域一帯の地下には巨大なアマティー遺跡が広がっており、遺跡付近は地脈を流れるソーマの収束場所であることが分かっている。
Act.2 機動都市 オーディタール
東の大陸・ギレアデから渡来した民族・ナバル人の自治都市。東方の高度な機械技術を駆使した文明が発達。もともとは、東方にはないソーマ資源を求めギレアデが派遣した「西方調査団」がそのまま定住、自治区化した地域である。「都市」と呼ばれるが実際は調査団の戦艦を改造したものであり、都市そのものに移動・戦闘機能がある。この他にアングスト陸軍元帥の命令で建造されたソーマ砲などを多数装備した巨大要塞・グラーヴェ要塞を保有。オーディタールとグラーヴェ要塞を結ぶ二層式の石造橋・ラルゴブリッジは、建造から長い年月を経た現在でもユーロス地方最長の橋であり、ナバル人の技術力の高さの象徴として知られる。
Act.3 教主国　マラン・アサ
ユーロス南部の砂漠地帯の海岸に建つ、2000年の歴史を有する宗教都市国家。国教の総本山・教主庁や、セクンダディの本部が置かれている。ユーロス地方有数の繁栄した都市で、特に魚介類に恵まれている。周辺にはアデル砂漠が広がり、オアシスや賢者の棺などの遺跡が点在。また最深部には、人の手によるものとは思えない、ピラミッドを上下にひっくり返したような逆四角すいの形状をした巨大建造物・クイント神殿が砂漠の中に隠れるように存在する。
Act.4 大雪山　ゾーリャ
ユーロス北方に位置する、雪深い山岳地帯。西の山深くには結界があり、その先には悪魔が棲むとされる。山間にゾーリャ村という小さな村があるが、村は数年前から外界との交流を一切断っている。村は「日拝石」と呼ばれる一種のソーマケイジの影響によって、極寒地域において村だけは一年中春のような陽気で、雪が降ることもない。
Act.5 ギナス溶岩帯
ソーマエネルギーが最も集まる場所で、その影響から無数の火山が噴火を続け、溶岩が川となって流れている。住民や町は存在しないが、この環境に適応した生物もいる。ナバル人には「炎の海に浮かぶ塔」の伝承がある。
Act.6 空中都市 クレモナ
空中に浮かぶ古代文明の跡。

### EXダンジョン
物語の本編とは直接関係のないダンジョン。隊員たちの過去や、物語を読み解くヒントに関わるサイドストーリーの舞台となる。
ベネスの繭
本編途中のとあるクエストを達成した状態で、Act.4クリア後に行けるようになる。ユーロス南西部、ベネス地方の樹海の中にある広大な地下空間。
エスピラル風穴
本編終了後に行けるようになる。奇妙な外観の岩山で、その内部を進んでゆく。
マーメイド・コーヴ
エスピラル風穴クリア後に行けるようになる。水を湛える入江の洞窟。
ウィネペグ山
マーメイド・コーヴのクリア後に行けるようになる。火山の内部。

## キャラクター
操作キャラクターの8人は、第七中隊に属するヴェルト、アインザッツ、ジャディス、ミラーズ、カデンツァ、フォルテ、グラナーダおよびイデアの8人。（イデアはクリアデータが存在して初めて選べるようになる）

### セクンダディ
数百年前に、国教の総本山である「教主庁」から軍事部門などを分離して設立された、ソーマエネルギーの平和利用と管理を目的とする国際組織。ソーマケイジで収集したエネルギーの管理などを行っており、危機管理部門の中に、ビジターの討伐を目的とした傭兵集団・ファルズフを統括している。国家間の争いには中立の立場をとる。大陸中の7支部および本部のそれぞれの長を「マスター」と呼ぶ。

#### ファルズフ第七中隊
物語のメインとなる組織。軍事組織「ファルズフ」のうちの1部隊。
隊員は40名、そのうち実際にビジター掃討にあたる「戦闘班」とそれ以外の隊員がいる。水陸両用の軍艦「シルトクレーテ」を母艦として大陸中を移動している。戦闘班は5人〜10人の班を組んで行動することが義務づけられ、本部より各班にソーマケイジが一器貸与される。なお、本項は便宜上、正式な隊員ではないイデアも含めている。
ヴェルト
第七中隊に配属されたばかりの新米少年兵士。姓はノイギーア。少し直情径行だが快活で、ひたむきに走り続ける少年。戦闘では万能タイプ。初任務となったジュネル大森林でイデアを発見、これが物語の始まりとなる。大雪山・ゾーリャの村の出身で、山育ちのため視力がいい。母親は元ファルズフ出身のディアナ・シェファード、父親はバルネア政府遺跡調査局局長であったダリオ・ノイギーアであり、ヴェルトの好奇心と冒険心が強いのは父親譲り。
イデア
ジュネル大森林の奥に眠る繭の中で発見された、記憶喪失の少女。記憶を取り戻す為、第七中隊の冒険に参加している。記憶喪失であることや、自らにまつわると思しきいくつかの事件に接して憂い悩むが、第七中隊のメンバーに支えられて生来の気丈さを取り戻していく。戦闘では回復と援護魔法を主に使いこなす。その正体は、古代クレモナ人によりアレーティアの依り代として生み出された人工ソーマ集積体「マスターケイジ」の一体。
アインザッツ
第七中隊の隊長。姓はオスティナート。銀髪をなびかせる端整な顔立ちからはクールな印象を受けるが、粘り強く時に情熱的な物腰と懐の広さを持ち合わせる人格者として隊員の信頼は厚い。戦闘では特にショートソードの二刀流に優れ、相手にコンボを決めるスタイルを得意とする。階級は大尉。幼少時に両親を喪い、重い病気を患っていた妹のフェージュために幼馴染のジャディスと共に裏組織ベスティアリに身を置いていたが、15歳の時、フェージュがビジターの襲撃で命を落としたことで、ベスティアリから脱走。ファルズフに入隊したという過去を持つ。
ジャディス
第七中隊の副隊長。隊長のアインザッツとは幼少時の頃からの親友であり、相棒。筋肉に鎧われた巨体とフランクな性格で、副長でありながら「いじられ役」に回ることも。また、ベスティアリにいた頃、友人に散々からかわれてきた経験からお化けや高い所が苦手。戦闘ではその体格を存分に生かし、大技で敵に切り込む。
ミラーズ
勝気で姉御肌の女性隊員。姓はミナス。フォルテとはファルズフの養成機関での同期で、しょっちゅう口喧嘩をするほどの悪友同士。スピードを生かした先制攻撃を得意とする。アインザッツに恋心を抱いており、ヴェルトたちにはその事を知られている。ただし、実姉のイシュタルとアインザッツの関係を知っているために、その気持ちを真っ向から明かすことはない。
カデンツァ
飾らない品位が垣間見える、知的で穏やかな物腰の青年隊員。ミラーズ、フォルテと同期。戦闘では銃や弓を使った遠隔攻撃に優れる。教主庁僧兵部隊隊長のエレオスとは親友同士である。幼少期に祖父から昔話を聞かされ、伝承や歴史に特に詳しい。しかしかつて暮らしていた村はビジターの襲撃を受け、カデンツァを残して全滅している。実は教主の直系の末裔である彼は本来、次期教主候補であるが、その厳格な血族主義による古い体制に疑問を感じたカデンツァはその立場を放棄してファルズフに入隊した。
フォルテ
おてんば気味な女性隊員。同期のミラーズとは顔を突き合わせれば口喧嘩に興じているが、お互いにミスをフォローし合ういい相棒同士でもある。敵を感知する力に優れており、強力な魔法で攻撃する。かつて入隊試験の際、致命傷レベルの重傷を負ったが、ミラーズたちに発見された際には傷は消えており、無事に生還したという不思議な体験をしたことがある。
グラナーダ
口数は少ないが、理性的かつ真面目な性格の女性隊員。隊の要として影に日向に中隊を支えている。カデンツァとは旧知の間柄。槍を得意とし、ミドルレンジでの攻撃に優れる。本来の彼女の役職は教主庁内務調査局に所属する神殿騎士であり、教主からカデンツァの監視と教育係を命じられていたが、物語中盤でその任務を放棄、教主庁も辞職している。
モニカ
軍艦シルトクレーテの女性操舵士。軍事国家・オーディタール出身のナバル人。オーディタールの官学を首席卒業するも、軍部の在り方に疑問を抱いてオーディタールでの士官を辞退、ファルズフに入隊した才女。ゲーム内ではいつもシルトクレーテ・艦橋の舵の前におり、彼女に話しかけることで他の地域へ移動することができる。
マートル
大柄で食いしん坊な隊員。戦闘班と行動を共にするサポート担当で、主な仕事は倉庫の管理と兵装の準備、そして料理当番。料理の腕はかなりのものだが、見た目に似合わずホネ付き肉が嫌い。ゲーム内ではシルトクレーテの工作室および街におり、話しかけるとHP・SPの全回復、アイテム倉庫の管理、部隊編成などを行うことができる。
ブリキ
二足歩行の工作ロボット。シルトクレーテの工作室で、武器の強化要素「オーブ」の取り付けや取り外し、合成を行っている。着任に至った経緯は不明で、「誰かが操っている」「中に人がいる」などの噂も流れたが、真偽は謎。
ニー
ナバル人の少年隊員。第七中隊の経理と物資調達の担当。お金にうるさい性格で、「タダより安い物は無い」らしい。ゲーム内ではシルトクレーテの工作室におり、アイテムの売買を行うことができる。

#### セクンダディ本部
本部は教主庁と同じくマラン・アサにあり、教主庁とセクンダディの関係が悪化している現在ではマラン・アサの町自体も教主庁区とセクンダディ区に二分されている状態である。
ラバン・レムエル
セクンダディ本部のマスター。各支部のマスターより強い発言権を持つ。ラバン専用戦艦「ヘースヒェン」はセクンダディ最大の火力を有する。ある事件により重傷を負ったが、それ以来、独自の目的によりイデアを利用する。
イシュタル・ミナス
ミラーズの実の姉。アマティーの労働者街からファルズフ監理官の要職にまで上り詰めた才女。ファルズフ第七中隊は基本的に彼女を通して本部から命令を下されている。

### 教主庁
国教の総本山である教義執行機関。教主国マラン・アサに置かれ、各国に7つの教区をもつ。その長である教主は代々世襲制で選ばれる。ソーマの安定を図るためとはいえ軍事組織を擁することが教義に反するとして、数百年前に「セクンダディ」を分割した。
リーベ・ソナス教主
バルネア七教区を治める教主庁の長。ソーマエネルギー技術を独占するセクンダディに対し、強い警戒心を抱いている。
エレオス
教主庁における第一僧兵分隊長。ファルズフのカデンツァとは個人的な友人関係であり、穏和なカデンツァと違い、自分の考えや感情をはっきりいうタイプで責任感も強い。イデアを巡る事件に関わった際にカデンツァから事情を聞き、ラバンが昔重傷を負った場所を調査しようと出向く。

### 人工ソーマ集積体
オルフェウス・ラティオ
アマティーの地下遺跡でヴェルトたちと出会い、己の使命を果たすためにある人物と『契約』を交わした。自らの見に関わる重要な事実に関することが出てくると黙る。その正体は古代クレモナ人によって作り出された人工ソーマ集積体にして、『意志』を象徴とするマスターケイジと対となるアンチマスターケイジである。
アンゲルス
オルフェウス同様、古代クレモナ人によって作り出された人工ソーマ集積体。もう一つの『意志』のマスターケイジの対となるアンチマスターケイジであったが、とある理由から覚醒できなかった。

### アドニスとウンブラスたち
アドニス
ヴェルトたち一行が行く先に現れる謎の青年。見た目は二十歳前後で赤毛に黒服を着ている。記憶喪失とされているイデアのことを知っているような言動を取っていた。中盤終わりまで何故か体調が悪そうだったが、それは自らの力を奪われていたからであり、取り戻してからは自らの使命のために様々な手を講じる。正体は、イデア同様古代クレモナ人によりアレーティアの依り代として生み出された人工ソーマ集積体「マスターケイジ」の一体。
フェデルタ
妖艶な美貌を持つ年齢不詳の女性。武器は槍。自らを『ウンブラス』と称し、アドニスを守護する役割を担っているが、たまに挑発的な態度を取るときもある。
グード
フェデルタ同様、『ウンブラス』と呼ばれる存在。接近戦が得意。見た目もそうなのだが、何を考えているのか分からない言動が多々ある。
アンビシオン
フェデルタ、グードと同じく『ウンブラス』という存在。片手剣による戦法を用いる。理知的で端麗な容姿の持ち主で、「そこの」を「そこな」と読むように古風な言葉使いをする。

### その他
チムパニ族
竜のような外見で人の等身大くらいの大きさの種族。とても物知りでユーロスの各地に何人もおり、プレイヤーにゲームシステム等に関するヒントをくれる。名前が「チム」で始まるという共通点がある。
アーダ
古都アマティーのダウンタウンに住む老婆。ミラーズ、イシュタルの姉妹を幼い頃から知っている。亡き夫は石工だった。かつて「ミス・アマティー」に選ばれたことがあるらしい。
アングスト
機動都市オーディタールの陸軍元帥。本名ハス・アングスト。バルネアでのオーディタールの支配権拡大をもくろみ、動力炉[ソーマリアクター]を利用したグラーヴェ要塞を建造。元帥はこれを利用した領土拡大を目論んでいたが、ソーマの暴走によりファルズフの救援を求めることとなる。
ゲッツェ
機動都市オーディタールの陸軍大佐。本名ゲッツェ・ミシオン。オーディタールの繁栄を願う新進気鋭の軍人。大砲での砲撃の腕は正確無比。初めはファルズフに対して拒絶するような態度をとっていたが、アングストに不信感を抱き、やがてファルズフと共同で作戦を進めていく。
村長
ゾーリャ村の村長。樹木のような外見で、「樹齢千年」。何でも知っているらしい。
ナノン
ゾーリャ村の少年。ヴェルトを慕っており、ヴェルトに負けないくらいの猪突猛進型である。
レイヴンロック
裏世界に生きる者たちの組織「ベスティアリ」に属する盗賊の一人。アインザッツ、ジャディスとは幼馴染の関係で、二人もかつてはベスティアリに属していた。二人が組織を抜けた気持ちが理解できず、長年アインザッツがファルズフに組織の情報漏洩の疑いを持っていたが、ある事件をきっかけに和解することとなる。

## 用語
ソーマ
トルヴェールと呼ばれる世界の根源であり、実体性を持たない。ソーマケイジと呼ばれる収集器具で変換する事によって、エネルギーを取り出せる。そのエネルギーは日常生活や戦闘の際にも使用され、その恩恵に人々は感謝している。マナのようなもの。
その正体は、総体意思生命体であるアレーティアの生命力ともいえるエネルギー。太古のクレモナ人は、アレーティアからソーマを抽出することに成功し、生命の源を失い意思のみとなったアレーティアを宇宙へと追放し、ソーマをエネルギー資源として後世に残した。
ビジター
突如トルヴェールに出現し、動物や植物に寄生して凶暴化させる謎の生命体。ソーマのバランスが崩壊すると共に、大量発生が相次ぎ、人々に害を為している。
その実体はソーマそのものであり、その宇宙から降り注ぐアレーティアの意識の一部が、地球に降り注ぎリングタワーの発する障壁を通過した際に、人間が抱く「恐れ」の感情の影響を受け、人が恐れるままの姿へと変貌したもの。本来アレーティアには攻撃する意志はないが、ビジターへと変貌した際に、一切の感情を失い、自己保存本能を得たことによって、人間へ攻撃する意志を持つようになった。

## スタッフ
- ディレクター：川畑真吾
- プロデューサー・イメージソング作詞：高橋哲哉
- シナリオ：嵯峨空哉
- 音楽：光田康典
- キャラクターデザイン：臼田忠泰
- アートディレクター：Tonny Waiman koo